# 三ツ木秀治
三ツ木 秀治（みつぎ ひではる、1879年（明治12年）9月30日 - 1952年（昭和27年）1月15日）は、日本の陸軍軍人、実業家。最終階級は陸軍少将。 予備役後は京豊自動車工業社長などを勤めた。

## 生涯
福島県出身。旧姓東海林。三ツ木家の養子となる。陸軍士官学校13期を卒業し、1902年（明治35年）少尉任官。兵科は輜重。中村孝太郎、建川美次、福井重記などが同期生である。日露戦争に出征し、輜重兵第8大隊附、技術審査官、自動車隊附、陸軍省砲兵課員、仙台輜重兵大隊長、陸軍自動車学校教育部長などを歴任。フランス留学の経験を持つ。1930年（昭和5年）3月6日、少将へ昇進し同月25日に予備役となる。
その後は自動車関連の実業家となる。三ツ木が社長を務めた京豊自動車工業は、京三製作所が協力関係にあった豊田自動織機らと共同出資し、1934年（昭和9年）に設立した自動車会社である。他に自動車部品製造専務、自動車工業取締役などを兼任した。稚松会会員。
1947年（昭和22年）11月28日、公職追放仮指定を受けた。